# Élections municipales partielles françaises de 1976
Des élections municipales partielles ont lieu en 1976 en France.